# Bataille de Grandson
Guerres de Bourgogne
Batailles
Héricourt - La Planta - Nancy 1475 - Yverdon - Grandson - Morat - Nancy 1477
La bataille de Grandson oppose l'armée bourguignonne aux Confédérés suisses près de Concise, le 2 mars 1476, dans le cadre des guerres de Bourgogne.

## Le contexte
En 1369, le duc Philippe II de Bourgogne, dit le Hardi, épouse Marguerite III de Flandre dont la dot et l'héritage à venir (Franche-Comté, comté de Flandre et comté d'Artois) agrandissent considérablement les possessions du duc. Dès lors, les héritiers de Philippe le Hardi n'auront de cesse de relier la Bourgogne aux provinces du nord, si possible de manière pacifique, par mariage, héritage ou acquisition. C'est ainsi que se formèrent les Pays-Bas bourguignons. Charles le Téméraire, lui, voulut ou dut utiliser la manière forte, car Louis XI, roi de France, sentant la menace de cet État concurrent tenta de s'opposer à son développement. À l'est, les Confédérés suisses, en particulier les Bernois, se montraient réservés sur la création de ce vaste territoire qui risquait de les priver de leurs relations commerciales entre les « pays d'en-bas » et l'Italie.

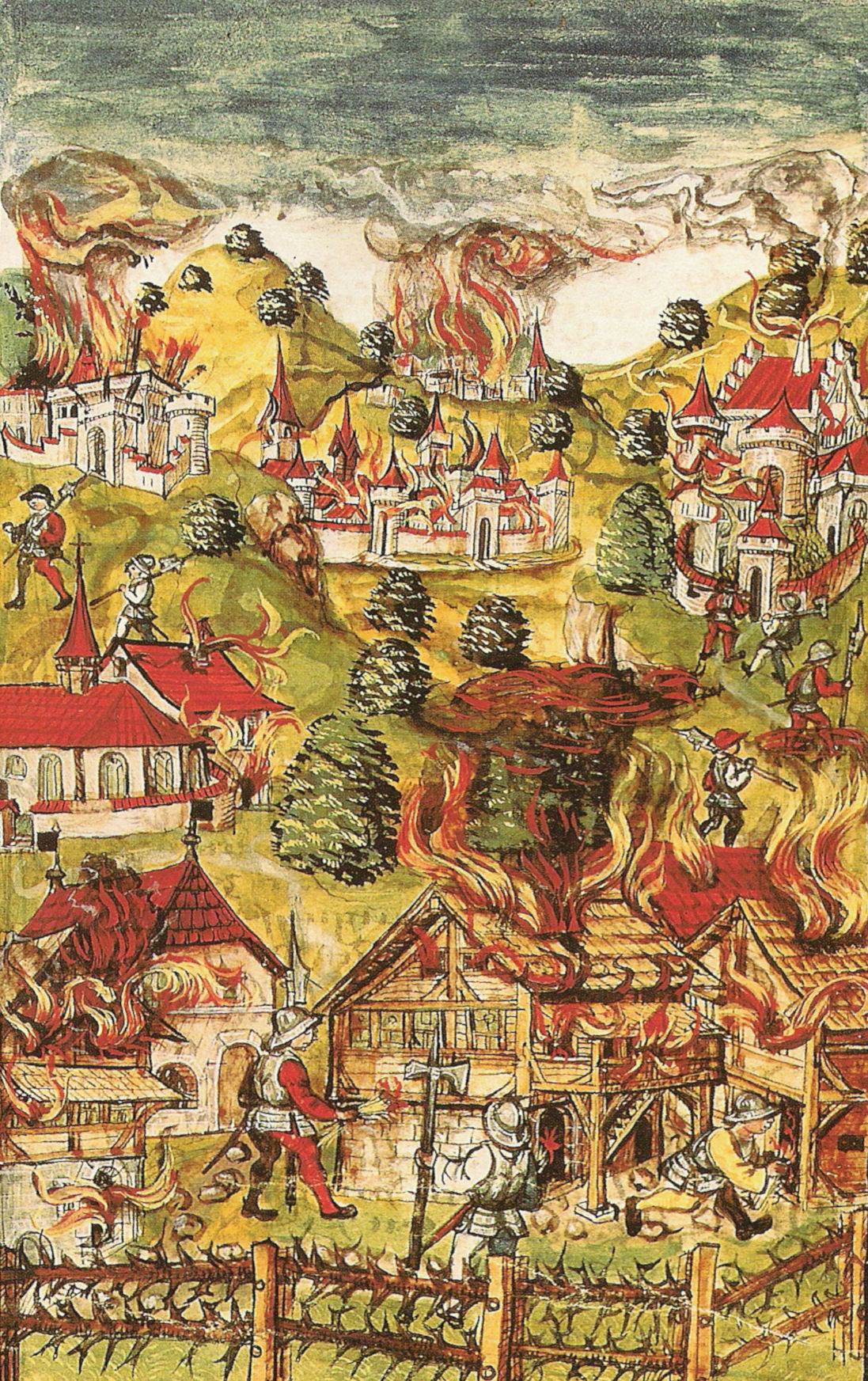
Le pays de Vaud dévasté par les Bernois - Diebold Schilling le Jeune

1474 représente une ouverture pour les Confédérés qui ratifient l'accord de « Paix perpétuelle » avec l'archiduc Sigismond d'Autriche. Simultanément, un accord dirigé contre les Bourguignons est passé avec Louis XI qui finance richement les Suisses. L'ennemi héréditaire ayant disparu, leurs Excellences de Berne se lancent, au printemps 1475, dans une conquête de territoires à l'ouest, s'emparant du pays de Vaud et d'une partie de la Savoie. Seize villes et quarante-trois châteaux furent conquis par les corps francs bernois au cours d'une violente offensive et leurs habitants durent prêter allégeance à Berne et Fribourg. À Morat, Yverdon et Romont des massacres sont perpétrés comme notamment à Estavayer où les vaincus sont noyés dans le lac. Genève et Lausanne échappent au massacre en versant des rançons colossales. Le pays de Vaud est ruiné et exsangue. Dès 1474 les Suisses, aidés des Alsaciens avaient commencé leurs incursions dans le comté de Bourgogne. Ils attaquent Héricourt et y battent l'armée bourguignonne le 13 novembre. L'année suivante, ils dévastent le Haut-Doubs incendiant tout sur leur passage. Ils prennent Pontarlier et Jougne et massacrent leurs garnisons poussant le duc de Bourgogne à agir.

## Le siège de Grandson

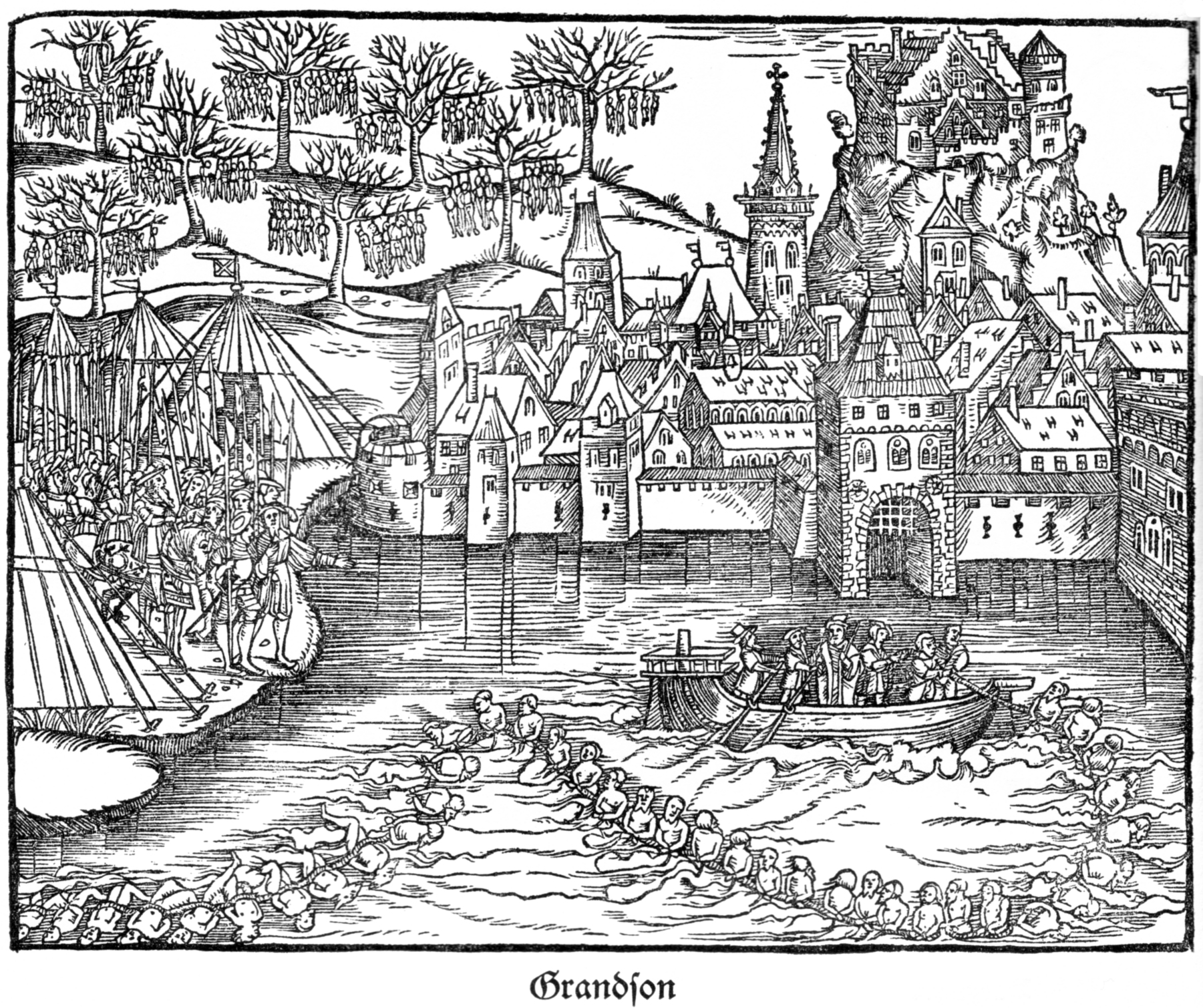
L'exécution de la garnison bernoise de Grandson après la prise de la ville par le duc de Bourgogne Charles le Téméraire le 28 février 1476. Gravure extraite de la Chronique de Stumpf (1548).

En janvier 1476, Charles le Téméraire, qui vient de prendre Nancy, tourne son armée pour marcher sur Berne. Après avoir franchi le col de Jougne, il emprunte la voie longeant le sud du Jura. Le 19 février 1476, son armée met le siège devant la petite ville de Grandson dont l'imposant château est défendu par une solide garnison bernoise. Cette dernière, soumise à la puissante artillerie bourguignonne, capitule le 28 février, ignorant que son appel à l'aide a été entendu par le reste des Confédérés et qu'une armée s'était déjà rassemblée dès la veille à Neuchâtel pour lui porter secours. Une controverse existe à propos de cette reddition. Selon plusieurs observateurs, parmi lesquels Jean-Pierre Panigarola, ambassadeur du duc de Milan Galéas Marie Sforza auprès de la cour de Bourgogne, les assiégés auraient été contraints par la faim de se rendre à discrétion (c'est-à-dire de capituler sans conditions). Selon d'autres commentateurs, les 412 soldats bernois ne se seraient rendus qu'en échange de la promesse d'avoir la vie sauve. Quoi qu'il en soit, le duc de Bourgogne, sur l'insistance du comte de Romont et des survivants d'Estavayer, les fit pendre aux arbres alentour ou noyer dans le lac de Neuchâtel. Cet acte provoque la colère des Suisses, dont l'armée composée de 20 000 hommes sous le commandement de Nicolas de Scharnachthal (Berne), Hans Waldmann (Zurich) et Heinrich Hassfurter (Lucerne) s'ébranle dès le surlendemain, 1er mars, aux cris de « Grandson !, Grandson ! ».

## Déroulement de la bataille

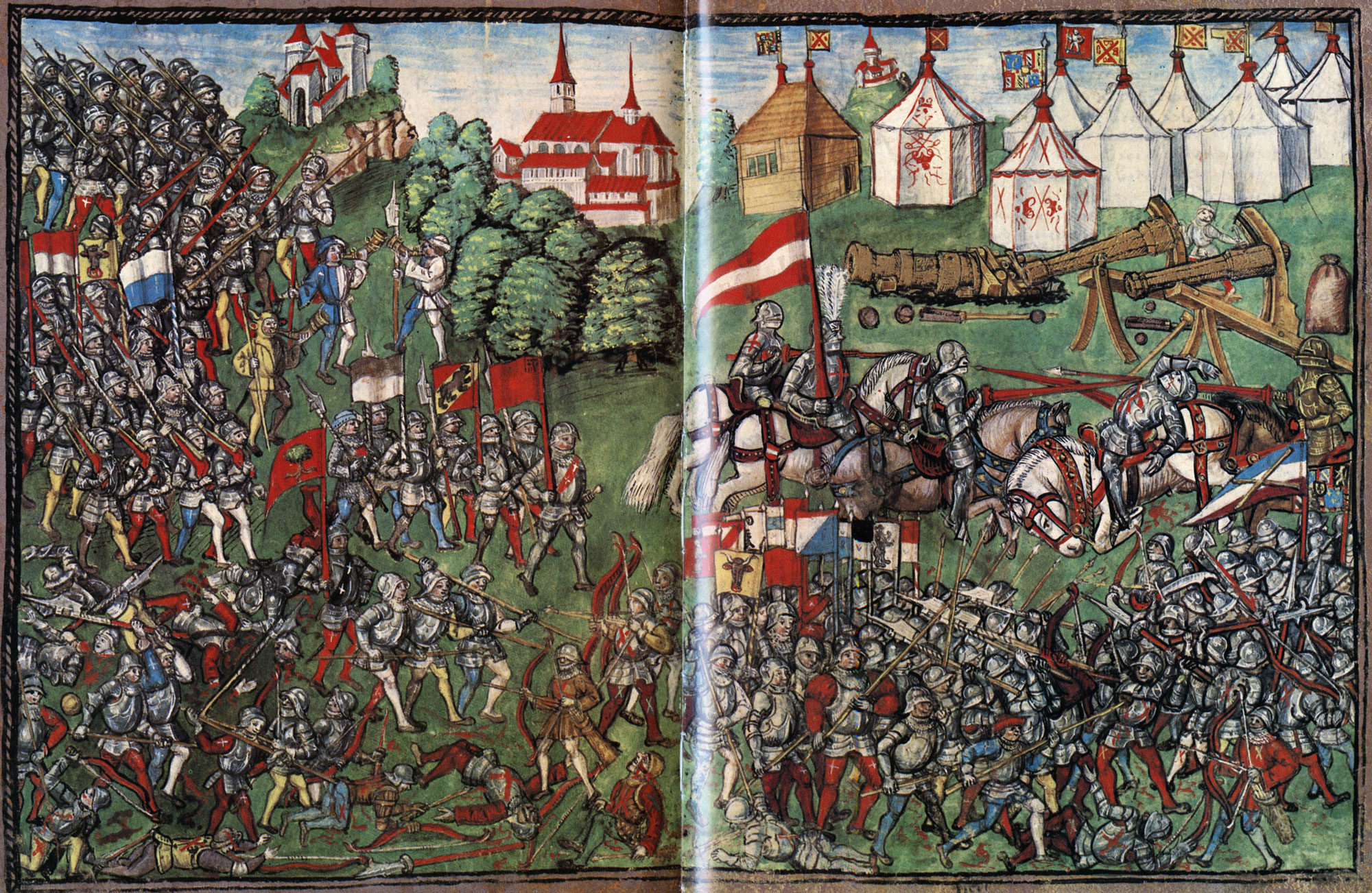
La bataille de Grandson par Diebold Schilling le Jeune (1513)

Charles établit son camp au nord de Grandson près de la rivière Arnon, et le protégea en installant deux garnisons à l'avant de son dispositif. La première occupa le château de Vaumarcus, barrant l'axe principal menant à Neuchâtel, la seconde se retrancha plus au nord, sur la route du coteau. L'armée confédérée, composée de 18 000 hommes, s'établit à Bevaix le 1er mars et attaqua le château de Vaumarcus.
Au matin du 2 mars, des éclaireurs suisses attaquent un camp avancé bourguignon déclenchant la bataille. Les bourguignons quitte leur camp retranché pour marcher à la rencontre des Suisse sans vraiment connaitre la position exacte de ces derniers. Ces dernier s'établissent près de Concise. Un combat de rencontre s'engagea.
À l'artillerie et aux archers bourguignons répondent les couleuvrines de Berne. Estimant l'infanterie suisse suffisamment affaiblit par les salves d'artillerie bourguignonne, Charles de Bourgogne ordonne la charge de la cavalerie de l'aile gauche commandée par Louis de Chalon-Arlay. Lorsque la cavalerie bourguignonne charge, les Suisses se disposent en carré avec des piques de 6 m de long, que les lances de 4 m de leurs adversaires ne peuvent atteindre.

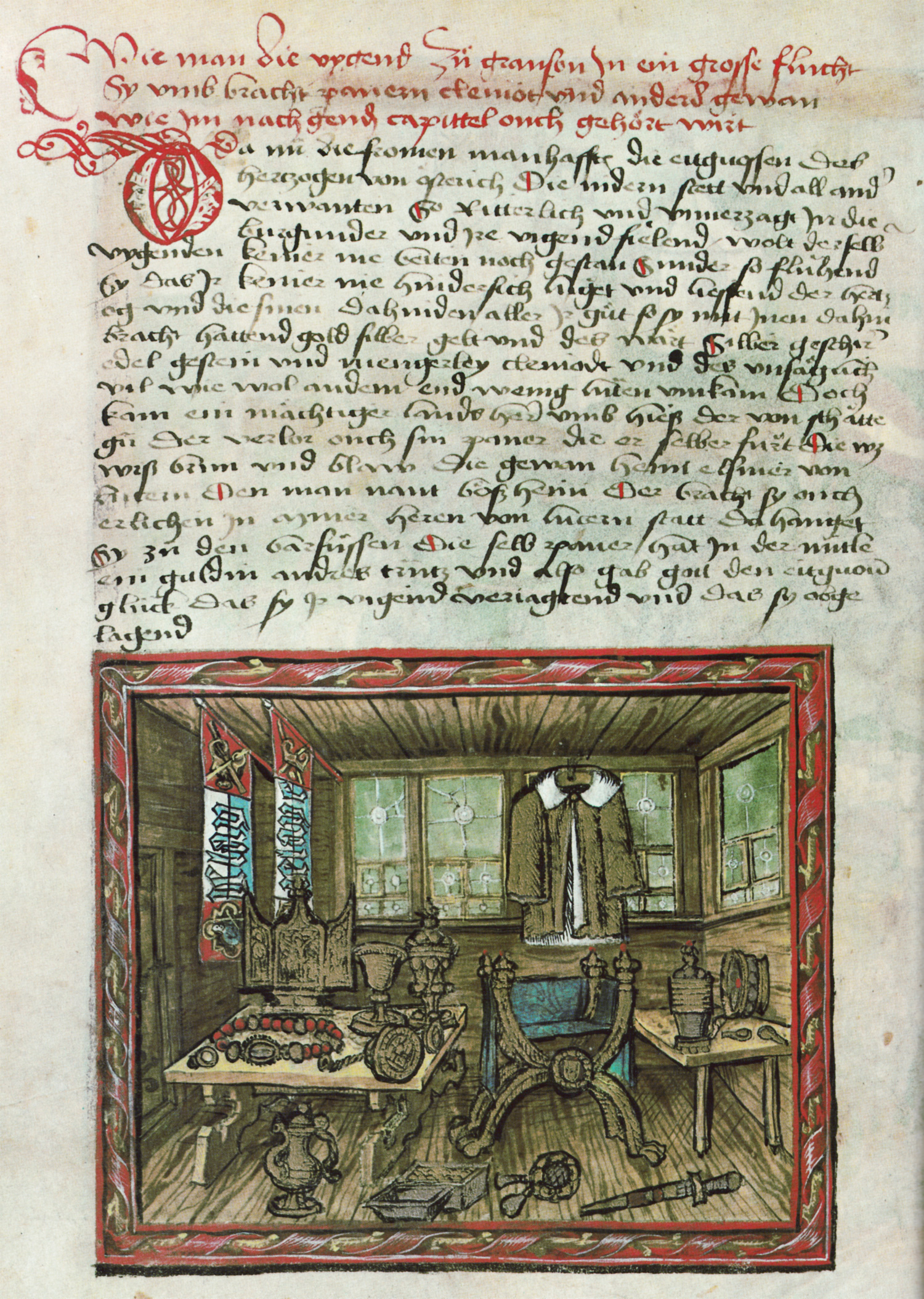
Représentation du butin bourguignon récupéré par les Suisses, par Diebold Schilling le Jeune (1513)

Après trois heures de combats, alors que les Suisses faiblissent, Charles le Téméraire décide de faire reculer ses troupes pour attirer les Suisses en plaine. Cependant les Bourguignons, se méprenant sur les choix de leur commandement, croient à la retraite et paniquent. Au même moment de nouvelles forces suisses arrivent en prenant les forces bourguignonnes à revers. Les mugissements des cors des Alpes, la « Vache d'Unterwald », le « Taureau d'Uri », remplissent les Bourguignons d'une terreur irraisonnée.
On compte environ 300 Bourguignons et 200 Suisses morts, auxquels s'ajoutent de nombreux blessés notamment par les flèches et carreaux.
Les Suisses trouvent alors un riche butin dans le camp abandonné par les Bourguignons, s'émerveillant de son pavillon de velours rouge, de ses armes enrichies de joyaux, et prendront 400 pièces d'artillerie. Mais le partage du butin provoque des dissensions entre villes et campagnes. La guerre civile est évitée de justesse au Convenant de Stans (22 décembre 1481) grâce à la médiation de l'ermite Nicolas de Flue. Candidement, les rudes montagnards vendent pour quelques sols les diamants du Téméraire qu'ils ont reçus à des brocanteurs juifs ou lombards. Ils découvrent aussi dans le butin la tapisserie aux Mille-fleurs, tapisserie célèbre fabriquée par Jean de Haze en 1466, composée de huit pièces de tapisserie de verdures.
Ce butin, ou sa reconstitution, est aujourd'hui présenté au musée d'histoire de Berne.

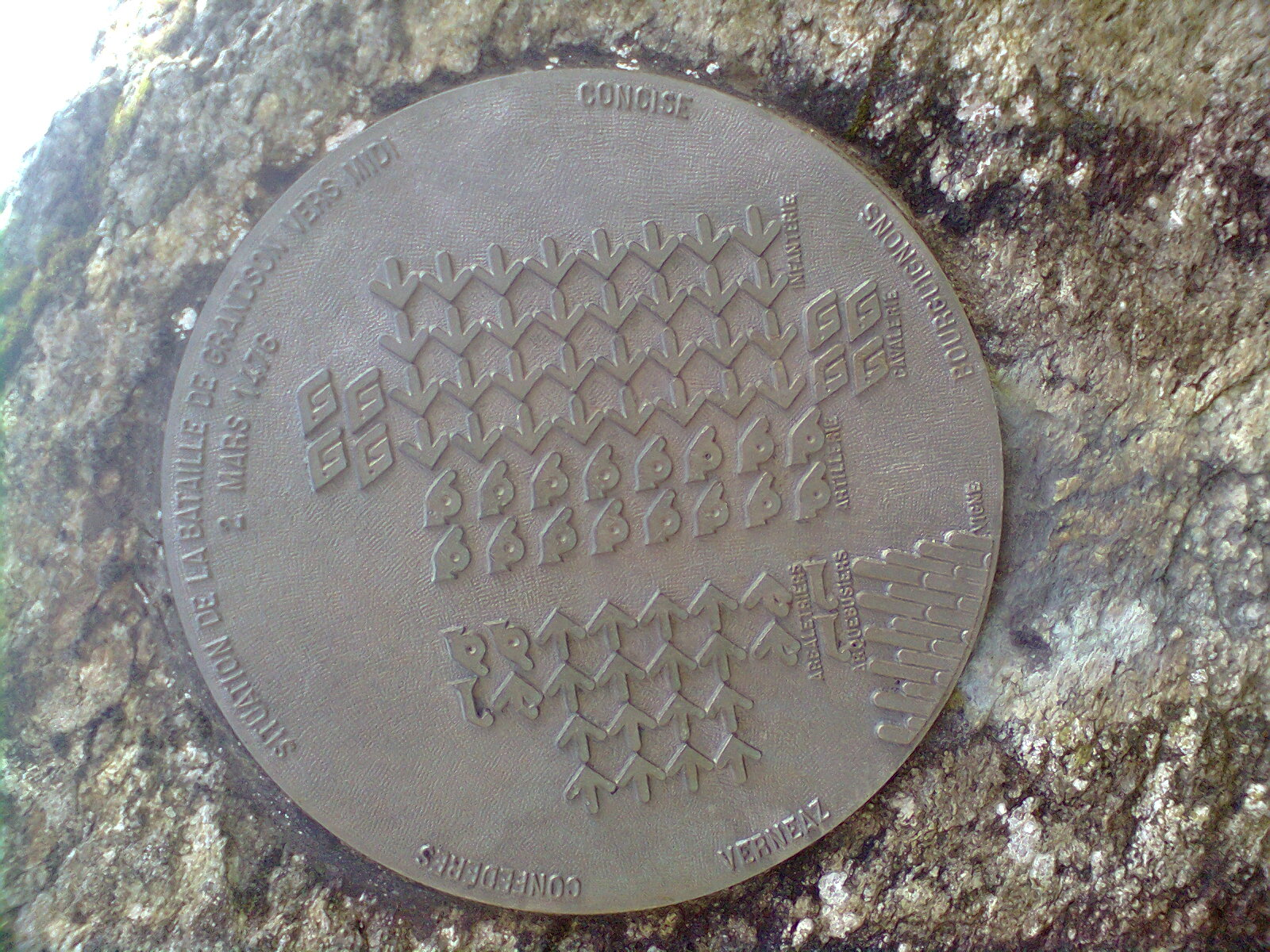
Bataille de Grandson Concise Vaud.

## Jeux de simulations historiques
- Épées et hallebardes : Morgarten 1315, Sempach 1386 et Grandson 1476, de Frédéric Bey, série au Fil de l'Épée, Vae Victis no 81, 2008.